# 史蒂芬·耐特
史蒂芬·耐特（Steve Knight ；1966年12月17日—）是美國的一位政治人物。自2015年開始，他是加利福尼亞州第25選舉區選出的美國眾議院議員。他的黨籍是共和黨。在當選美國眾議院議員之前，鄧肯曾擔任加利福尼亞州參議院第21選區的議員。耐特曾經在美國陸軍服勤8年，在洛杉磯警察局服勤18年。

## 外部連結
- 官方网站
- Campaign website（页面存档备份，存于）